# Małgorzata Grajcar
Małgorzata Grajcar-Cieślak – polska łyżwiarka figurowa startująca w parach tanecznych z Andrzejem Dostatnim. Uczestniczka mistrzostw świata i Europy, medalistka zawodów międzynarodowych oraz trzykrotna mistrzyni Polski (1989–1991).
Po zakończeniu kariery sportowej występowali w rewii łyżwiarskiej Walt Disney's World on Ice.
Następnie Grajcar-Cieślak rozpoczęła pracę jako międzynarodowy sędzia ISU w konkurencji par tanecznych.

## Osiągnięcia
Z Andrzejem Dostatnim
| Zawody                     | 88–89          | 89–90          | 90–91          |                |                |                |                |                |                |                |                |                |                |                |                |                |                |
| Międzynarodowe             | Międzynarodowe | Międzynarodowe | Międzynarodowe | Międzynarodowe | Międzynarodowe | Międzynarodowe | Międzynarodowe | Międzynarodowe | Międzynarodowe | Międzynarodowe | Międzynarodowe | Międzynarodowe | Międzynarodowe | Międzynarodowe | Międzynarodowe | Międzynarodowe | Międzynarodowe |
| -------------------------- | -------------- | -------------- | -------------- | -------------- | -------------- | -------------- | -------------- | -------------- | -------------- | -------------- | -------------- | -------------- | -------------- | -------------- | -------------- | -------------- | -------------- |
| Mistrzostwa świata         | 16             | 13             | 13             |                |                |                |                |                |                |                |                |                |                |                |                |                |                |
| Mistrzostwa Europy         | 9              | 10             |                |                |                |                |                |                |                |                |                |                |                |                |                |                |                |
| Skate America              |                | 8              | 5              |                |                |                |                |                |                |                |                |                |                |                |                |                |                |
| Skate Canada International |                |                | 3              |                |                |                |                |                |                |                |                |                |                |                |                |                |                |
| Krajowe                    |                |                |                |                |                |                |                |                |                |                |                |                |                |                |                |                |                |
| Mistrzostwa Polski         | 1              | 1              | 1              |                |                |                |                |                |                |                |                |                |                |                |                |                |                |